# クレアチンリン酸
クレアチンリン酸（クレアチンリンさん、Phosphocreatine）はリン酸化されたクレアチンで、骨格筋にとって重要なエネルギー貯蔵物質である。ADPからの無酸素的なATPの生成に使われ、2秒から7秒程度の反応時間でクレアチンキナーゼによってリン酸基が外され、クレアチンに戻る。この反応は可逆でATP濃度の調整にも役立っている。クレアチンリン酸は、脳や筋肉など多くのエネルギーを消費する組織で重要な役割を果たしている。
クレアチンは主に腎と肝臓の共同作業で合成され、血流に乗って筋細胞や脳に運ばれ、細胞内に取り込まれたのちリン酸化されてクレアチンリン酸になる。

## 歴史
クレアチンリン酸はユダヤ人の生化学者であるDavid Nachmansohnによって発見された。